# تامر نفر
تامر نفر (عربی: تامر النفار؛ زادهٔ ۶ ژوئن ۱۹۷۹) رپ، هنرپیشه، فیلم‌نامه‌نویس، کنشگری اهل فلسطین است. وی از سال ۱۹۹۹ میلادی تاکنون مشغول فعالیت بوده‌است.